# Elstir
Elstir is een fictief personage uit de romancyclus À la recherche du temps perdu van Marcel Proust.
Elstir is een schilder die de verteller ontmoet in de (fictieve) Normandische badplaats Balbec, in het tweede deel van de serie. Hij vertegenwoordigt voor de verteller de ideale schilder, net zoals Vinteuil dat is voor de muziek en Bergotte voor de literatuur. Elstir wordt gezien als een impressionist.
De verteller raakt geïntrigeerd door een portret van een jonge vrouw dat hij vindt in het atelier van Elstir, getiteld Miss Sacripant (deugniet). Elstir doet ongemakkelijk over zijn relatie tot deze vrouw. Het blijkt een portret van Mme Swann te zijn, dan nog de jonge Odette de Crécy. Op deze manier komt de verteller erachter dat Elstir vroeger onderdeel was van de kring van de Verdurins, beschreven in het eerste deel van de romanserie.